# Вибух бомби в Ансбаху

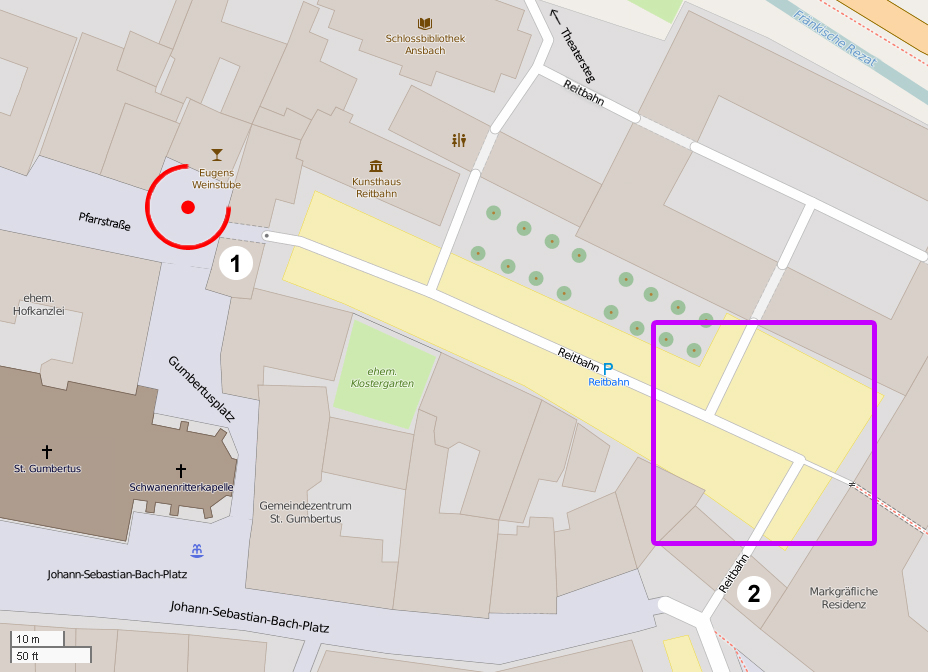
Червоне маркування: місце вибуху.
Фіолетовий квадрат: площа події.
Запис контрольної точки / квиток на Pfarrstrasse.
Пункт прийому в Йоганн-Себастьян-Бах-Платц.

Вибух бомби в Ансбаху 24 липня 2016 року — терористичний акт ісламістів в старому місті Ансбах. Виконавцем був 27-річний сирієць, раніше просив притулок, Мохаммед Даліл (араб. محمد دليل). Він підірвав рюкзак-бомбу у винному барі, поранивши 15 осіб і наклав на себе руки на місці вибуху. Вбивця прожив у Німеччині загалом два роки і безпосередньо був пов'язаний із терористичним ополченням «Ісламська держава» (ІД). За першою інформацією після вибуху було заявлено, що загинула одна особа, а 10 отримали різні поранення.

## Послідовність подій

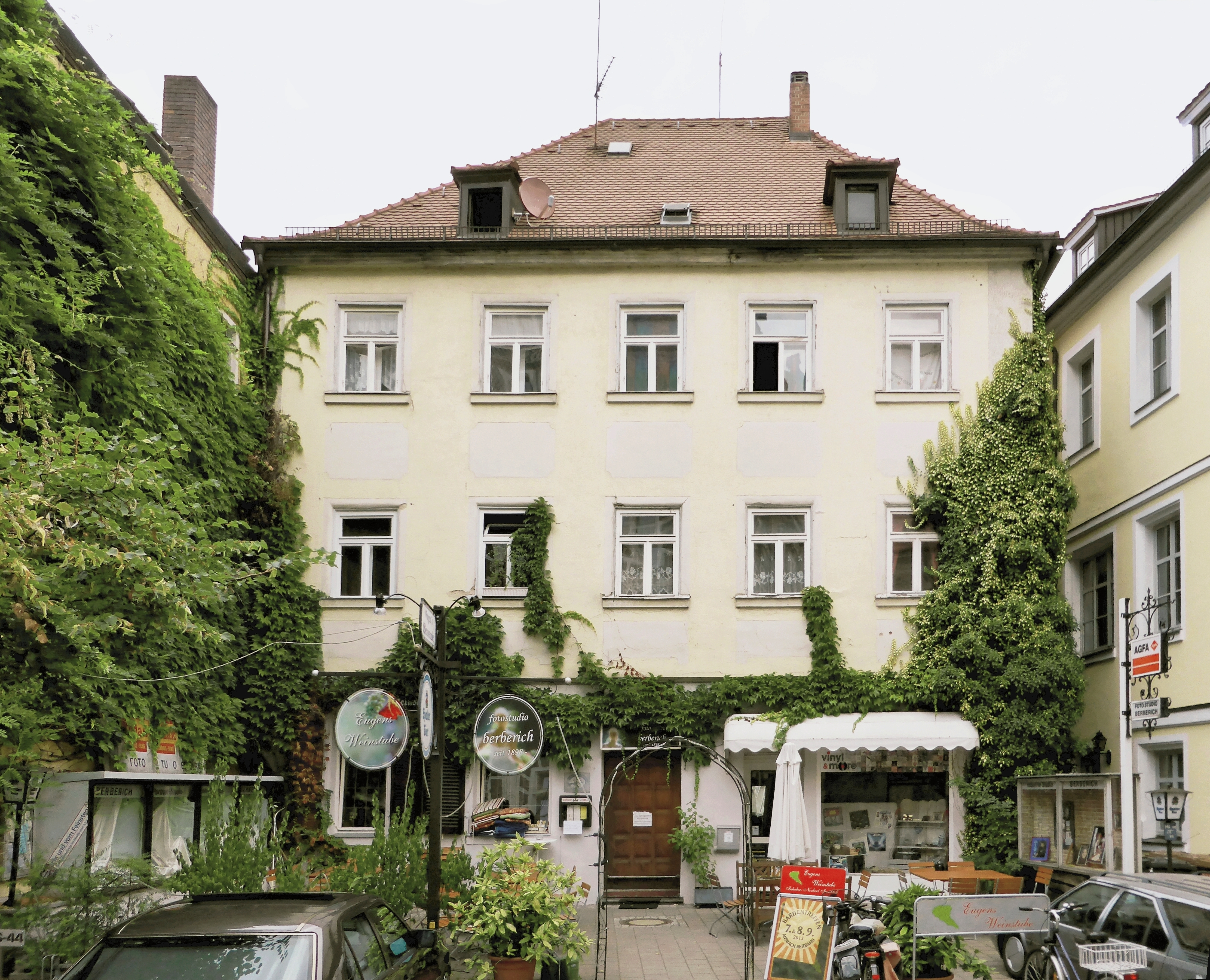
Місце перед винним баром, де стався вибух.

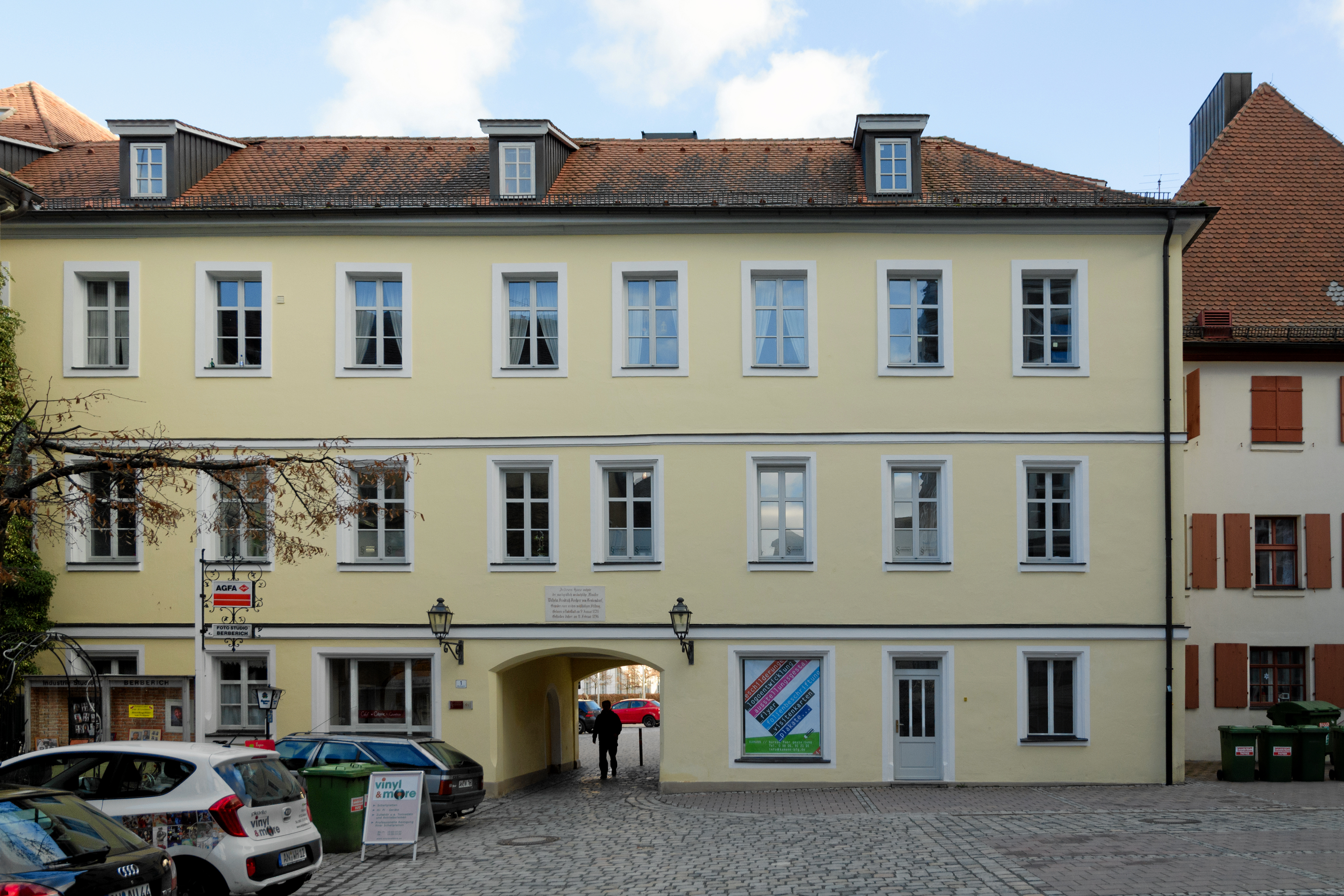
Ворота служили доступом до відкритого фестивалю Ансбах, який проходив у районі на задньому плані. Атака була здійснена на площі на передньому плані, з цього боку проходу.

У неділю, в останній день щорічного триденного музичного фестивалю Ansbach Open, який проводиться в столиці Центрально-Франконского округу Ансбаху, вбивця спробував дістатися до місця проведення фестивалю (назва вулиці Reitbahn) в Ансбаху з рюкзаком, у якому була бомба. У зв'язку з попереднім нападом у Мюнхені у 2016 був посилений контроль. На вході у Винний бар Юджина йому відмовили, тому що у нього не було квитка. У другого входу близько квиткової каси співробітники служби безпеки обшукували кишені всіх відвідувачів.
Як пізніше з'ясувалося, злочинець постійно підтримував контакт у чаті з якимось чоловіком із Близького Сходу. Деякі розділи цього незашифрованого чату відомі (конкретно):
Даліл:
— Охоронці стоять перед входом. Я не можу так легко потрапити всередину.
Контактна особа:
— Ти повинен знайти лазівку.
Даліл:
— Я не можу її знайти.
Контактна особа:
— Тоді просто проривайся.
Контактна особа продовжує:

— Сфотографуй вибух.

## Дії та розслідування
За погодженням з організаторами фестиваль Ансбаха був скасований, і близько 2500 відвідувачів покинули його. Була сформована кризова бригада в складі понад 200 поліцейських і близько 350 пожежників і рятувальників.

## Винуватець
У момент смерті Мохаммеду Даліл було 27 років. Сирійці проживав в Ансбаху в готелі «Крістл», який був спеціально перетворений на притулок для біженців.

## Реакції
Терористична організація «Ісламська держава» взяла на себе напад 27 липня і повідомила про це через своє джерело «Амак». Вона також заявила, що Даліл був одним із її «солдатів», і опублікувала коротку біографію вбивці. Федеральна прокуратура заявила, що їм відомо про цей документ і вони перевіряють цю інформацію.

## Контекст
У Німеччині та у Франції, в сукупності з вибухом бомби в Ансбаху, за 12 днів липня було скоєно п'ять терористичних атак, які привернули велику увагу громадськості:
- 14 липня, національне свято Франції — напад у Ніцці (84 загиблих, понад 300 поранених)
- 18 липня — у регіональному поїзді у Вюрцбургу ісламіст напав із сокирою на азійських туристів.
- 22 липня — напад у Мюнхені (9 загиблих)
- 24 липня — атака вибухівки в Ансбаху
- 26 липня — напад у Сент-Етьєн-дю-Рувре[5]

Щоразу після цих подій, крім нападу в Мюнхені, терористична організація «Ісламська держава» заявляла, що нападники були близькі до ІД, або що вони були її «солдатами». Теракт у Мюнхені не мав ісламістського підгрунтя.